# Paolo Guerrero
José Paolo Guerrero Gonzales, noto semplicemente come Paolo Guerrero (Lima, 1º gennaio 1984), è un calciatore peruviano, attaccante dell'Alianza Lima e della nazionale peruviana, della quale è capitano.

## Caratteristiche tecniche
È un centravanti dotato di fiuto del gol, bravo nel gioco aereo e dalla spiccata personalità. È anche abile nel tirare le punizioni.

## Carriera

### Club

#### Alianza Lima
Cresciuto nel settore giovanile dell'Allianza Lima, a cui si unisce nel 1991, Guerrero entra in prima squadra all'età di 17 anni, nel luglio 2001, grazie al tecnico Jaime Duarte, insieme al compagno di squadra Jefferson Farfán. Esordisce in prima squadra il 10 marzo 2002 contro il Melgar. Tre giorni dopo esordisce anche in Coppa Libertadores, nella sconfitta per 2-0 patita in casa del Cerro Porteño. Decisivo per la sua formazione è Constantino Carvallo Rey, scomparso nel 2008, ex direttore del collegio "Los Reyes Rojos" ed ex collaboratore dell'Alianza Lima, figura chiave anche per la carriera di Farfán.

#### Bayern Monaco
Il 6 settembre 2002 arriva in Germania, tesserato dal Bayern Monaco. Inserito nei ranghi del Bayern Monaco II, in Regionalliga Süd, la terza divisione tedesca, vince questo campionato il 30 maggio 2004. Nell'estate del 2004, dopo tre stagioni nelle giovanili (53 presenze e 36 reti nella Regionalliga Süd), viene aggregato alla prima squadra (in cui trova come compagno di reparto il connazionale Claudio Pizarro). Debutta con la prima squadra dei bavaresi il 23 ottobre 2004, in Bundesliga, contro l'Hansa Rostock, mentre il primo gol in Bundesliga lo segna contro l'Hannover 96. In quattro stagioni a Monaco di Baviera, di cui le ultime due in prima squadra, realizza 6 gol in 13 presenze in Bundesliga e 2 in UEFA Champions League. Nella stagione 2005-2006 si divide tra Bayern Monaco (4 reti in 14 presenze) e Bayern Monaco II (9 gol in 13 presenze).

#### Amburgo

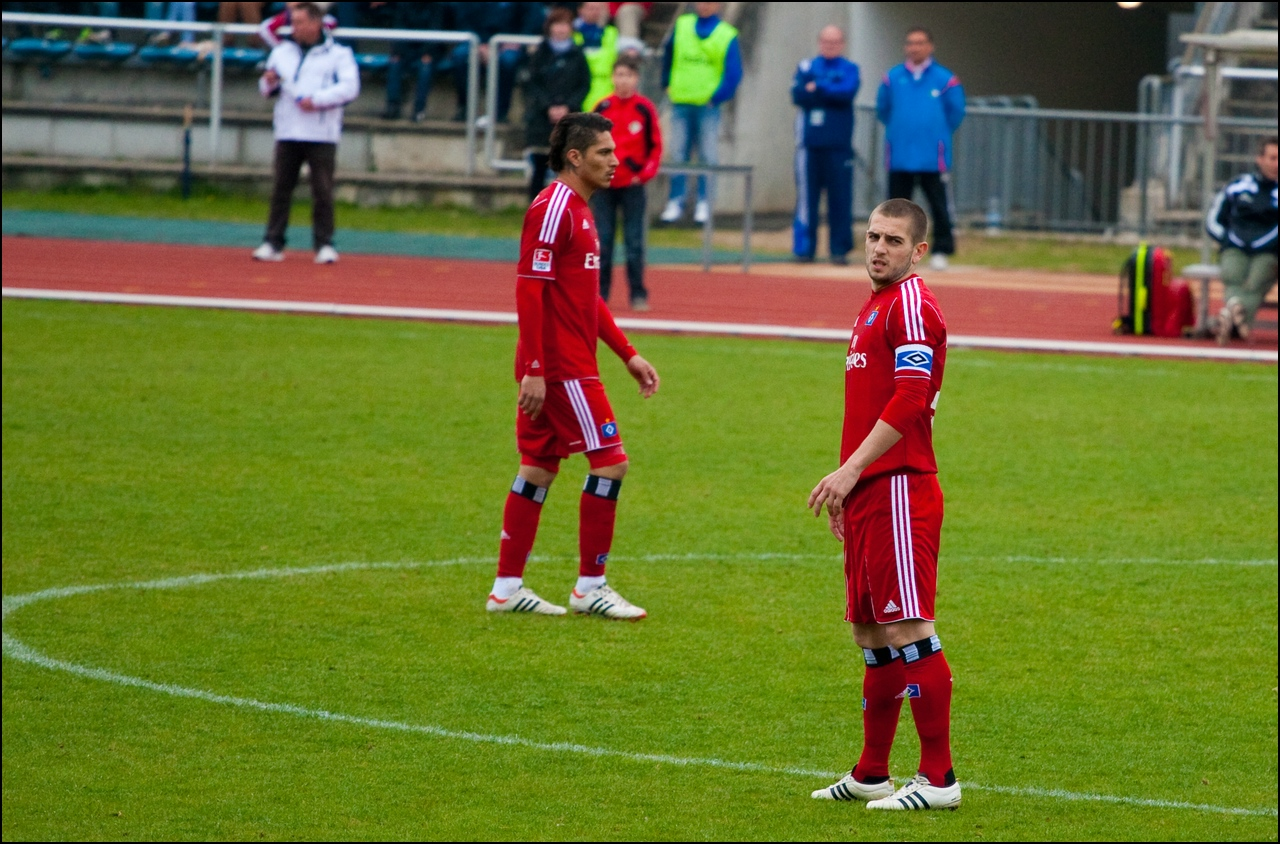
Guerrero (a sinistra) nell'Amburgo nel 2012.

Nel giugno 2006 passa all'Amburgo per 2,5 milioni di euro, firmando un contratto quadriennale. Nel suo primo campionato con gli Anseatici, frenato da un infortunio, segna soltanto 5 gol in 20 presenze. Nella stagione 2007-2008 s'impone come titolare e contribuisce alla conquista del quarto posto in Bundesliga con 9 gol e 4 assist in 29 partite, ai quali si aggiungono 5 gol in Coppa Uefa. L'anno seguente, con Martin Jol in panchina, si conferma un pilastro della squadra, che raggiunge la semifinale di Coppa Uefa.
Il 10 settembre 2009, in un impegno con la propria nazionale, subisce la rottura del legamento crociato del ginocchio sinistro: è quindi costretto a saltare gran parte della stagione. Il 4 aprile 2010, al termine dello 0-0 casalingo contro l'Hannover, ha colpito con una bottiglietta d'acqua il volto di un tifoso dell'Amburgo, reo di avergli urlato contro la frase «Tornatene in Perù». Il gesto è costato al giocatore una multa di oltre 50.000 euro da parte del club, più 20.000 euro di multa e cinque giornate di squalifica da parte della federazione tedesca. Chiude la stagione con sole 6 presenze, mettendo a segno 4 gol.
Il 25 maggio 2010 l'Amburgo gli rinnova il contratto fino al 30 giugno 2014 garantendogli un ingaggio da circa 3 milioni di euro l'anno (il giocatore, precedentemente, ne aveva chiesti 4). Nella stagione 2011-12 della Bundesliga si è reso noto suo malgrado per una squalifica della durata di ben 8 giornate, a causa di un pericolosissimo e volontario intervento sul portiere dello Stoccarda nella partita persa dall'Amburgo per 0-3.

#### Corinthians

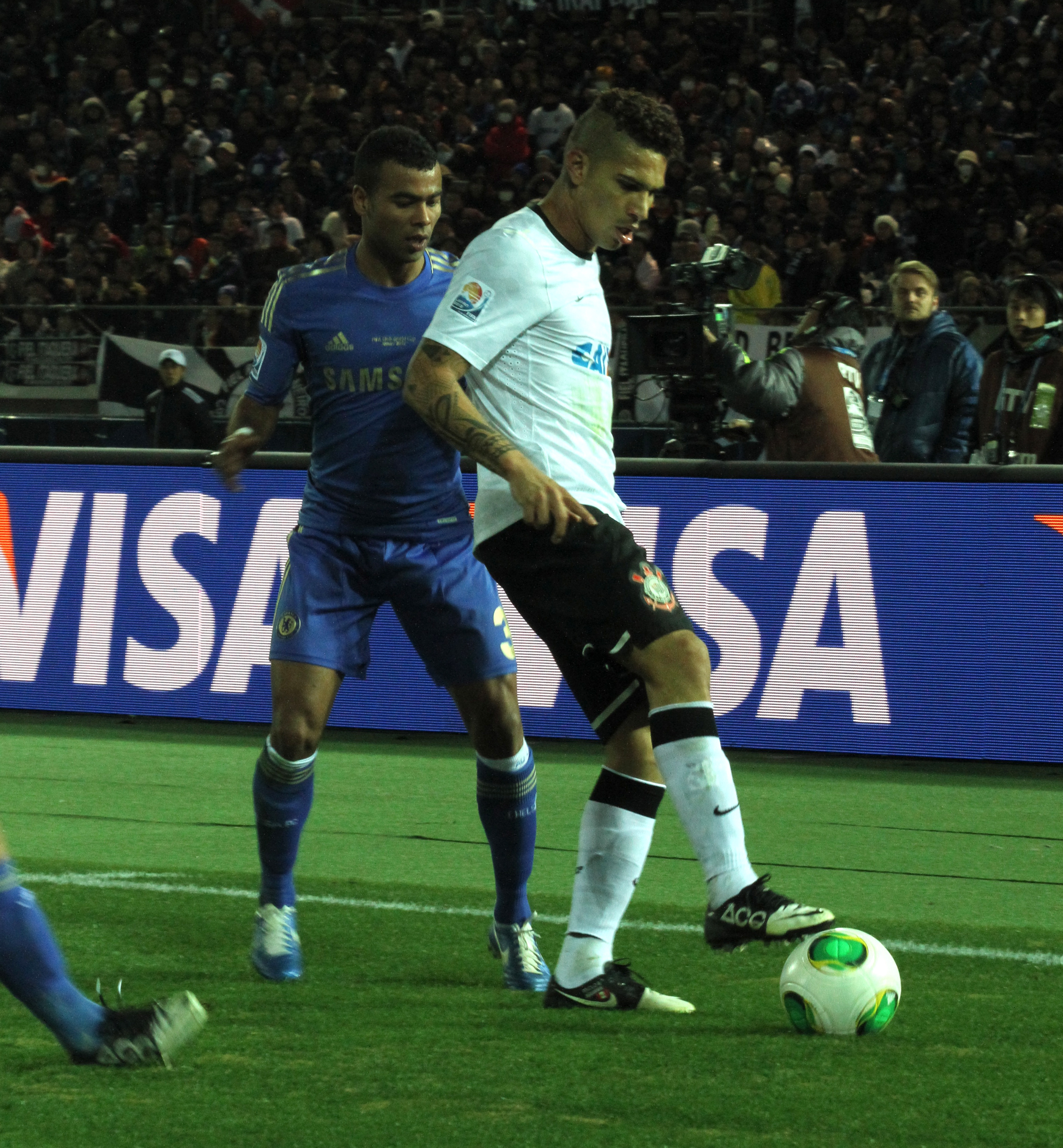
Guerrero durante la finale del Mondiale per club 2012 con il Corinthians.

L'11 luglio 2012 l'Amburgo annuncia la cessione del giocatore ai brasiliani del Corinthians. Il 14 dicembre, nella semifinale del mondiale per club contro l'Al-Ahli, segna il gol dell'1-0 che permette alla sua squadra di raggiungere la finale. Il 16 dicembre, nella finale di Yokohama contro il Chelsea, realizza il suo secondo gol nella competizione, grazie al quale il Corinthians si laurea campione del mondo. Il 27 maggio 2015 decide di non rinnovare il suo contratto in scadenza con il Timão e rimane quindi svincolato.

#### Flamengo

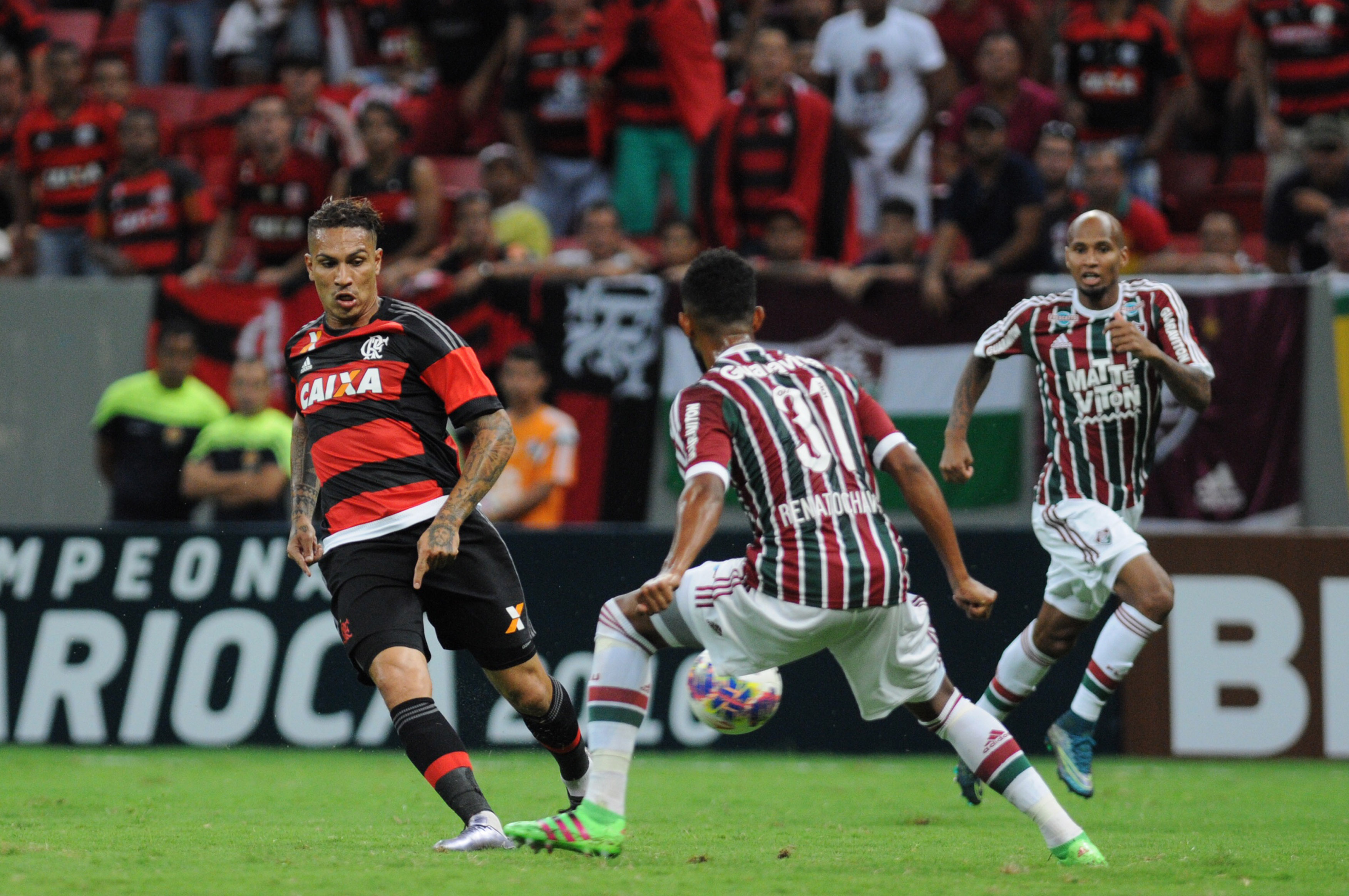
Guerrero con il Flamengo nel 2016.

Il 29 maggio 2015 firma con il Flamengo. Debutta contro l'Internacional con un gol e un assist. Nel 2016 disputa in cinque mesi due finali regionali, quelle della Taça Guanabara e del Campionato Carioca, andando in gol in ambedue le partite, perdendo la prima ai tiri di rigore e vincendo la seconda. Al titolo Carioca accompagna quello di capocannoniere del Campionato Carioca, con 10 gol in 11 partite, oltre a essere eletto miglior giocatore del torneo. Nel 2017 perde con il Flamengo la finale della Coppa del Brasile.
Dopo la sospensione per la positività ad un controllo antidoping rimediata dopo una partita con la nazionale, torna il 7 maggio 2018 contro l'Internacional, nella partita vinta per 2-0. Il 14 maggio, però, la sua sospensione è prolungata dal TAS. Torna in campo il 18 luglio contro il San Paolo.

#### Internacional
Dopo tre anni trascorsi al Flamengo, il 12 agosto 2018 passa all'Internacional firmando un contratto triennale. Debutta il 6 aprile contro un club di quarta divisione, il Caxias, nelle semifinali del Campionato Gaúcho, partita in cui va in rete. Esordisce con gol anche nella Coppa Libertadores 2018, il 9 aprile contro il Palestino, dando con due reti all'Internacional in anticipo la qualificazione agli ottavi di finale. È decisivo anche per la qualificazione ai quarti della coppa, segnando sia all'andata che al ritorno degli ottavi contro il Nacional. Sarà la sua ex squadra, il Flamengo, a eliminare l'Internacional dal torneo. Segna anche contro il Paysandu agli ottavi di finale della Coppa del Brasile, sia all'andata che al ritorno; contro il Palmeiras, ai quarti, trasforma in rete uno dei tiri di rigore finali con cui la squadra di Porto Alegre elimina gli avversari, avanzando in semifinale. Con due gol nella semifinale di ritorno contro il Cruzeiro, Guerrero consegna all'Internacional la qualificazione alla finale, dove arriva una sconfitta contro l'Athl. Paranaense. Guerrero è capocannoniere della manifestazione, di cui viene eletto miglior giocatore per quella stagione.
Nell'ottobre 2019, con due gol contro il Fortaleza, diviene il secondo miglior marcatore straniero dell'Internacional e del campionato brasiliano, superando il colombiano Victor Hugo Aristizábal. Conclude il campionato con 10 gol e la stagione con 20 gol in 41 partite.
Il 26 ottobre 2021, in accordo con la società, risolve il contratto in essere, ponendo fine alla sua esperienza con la squadra di Porto Alegre.

#### Avaí e Racing Club
Nell’estate del 2022 si accasa all’Avaí con cui però non segna alcun gol in 10
presenze di campionato.
Il 25 gennaio 2023 firma un contratto fino al 31 dicembre con il Racing Club.

### Nazionale

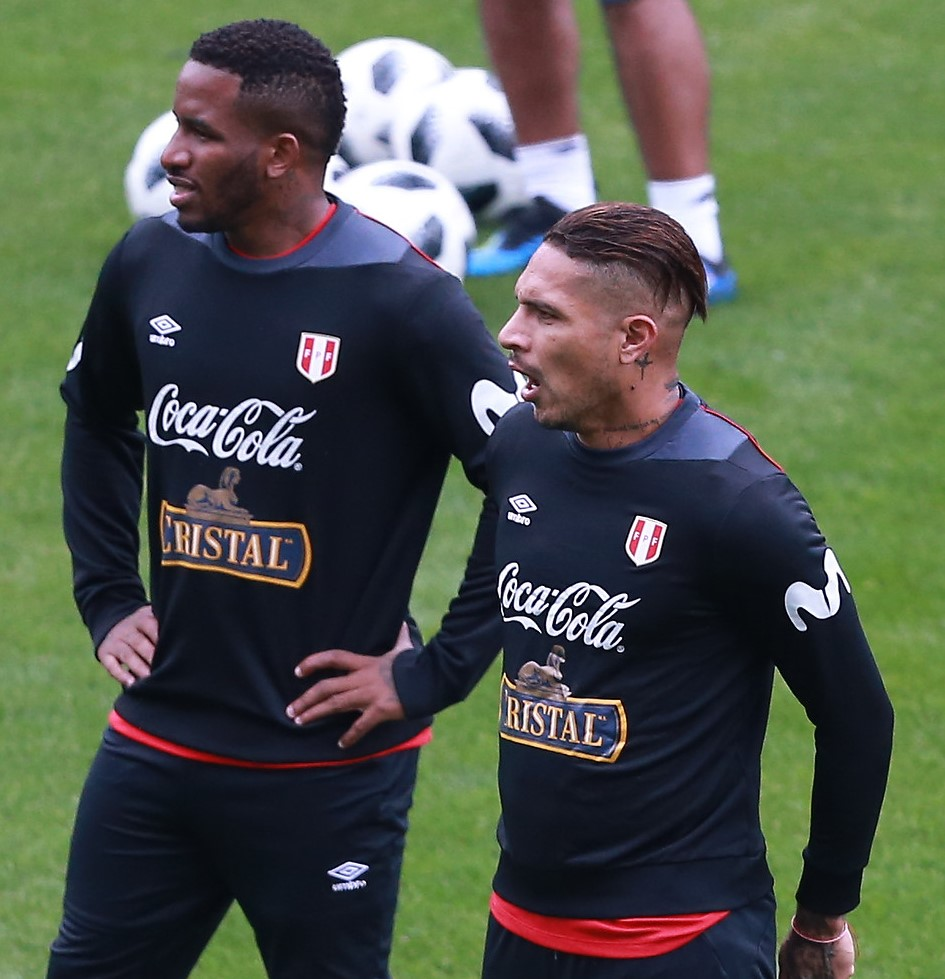
Guerrero (a destra) con il Perù nel 2018.

Ha giocato nelle selezioni peruviane Under-17 e Under-20, per poi debuttare nella nazionale maggiore nel 2005. Ha partecipato alla Coppa America 2007. Nella Coppa America 2011 va a segno nella fase a gironi sia contro l'Uruguay (1-1) sia contro il Messico (1-0). Nella finale per il terzo posto realizza una tripletta nella partita vinta per 4-1 contro il Venezuela, che risulta la vittoria più larga ottenuta dal Perù nella storia Coppa America, della cui edizione del 2011 Guerrero vince il titolo di capocannoniere. Con le reti realizzate in Coppa America, al 2020 risulta anche il maggiore realizzatore in attività della nazionale peruviana, avendo superato Claudio Pizarro e Jefferson Farfán.
Nella Coppa America 2015 Guerrero mette a segno una tripletta ai quarti di finale contro la Bolivia (battuta per 3-1) e una rete contro il Paraguay nella finale per il terzo posto, vinta dal Perù per 2-0. Con questi 4 centri si laurea, a pari merito con il cileno Eduardo Vargas, capocannoniere della manifestazione: è il primo giocatore della storia ad aggiudicarsi per due edizioni consecutive della Copa il titolo di miglior marcatore. Nel 2016 viene convocato per la Coppa America Centenario negli Stati Uniti, manifestazione in cui durante la prima partita, contro Haiti, mette a segno il gol della vittoria.
Dopo la partita del 5 ottobre 2017 contro l'Argentina, Guerrero non supera un controllo antidoping, risultando positivo alla benzoilecgonina, un metabolita della cocaina. Inizialmente la FIFA lo squalifica per un anno, ma a dicembre riduce lo stop a sei mesi dopo che Guerrero riesce a dimostrare la presenza della sostanza in un tè contaminato. Il 14 maggio 2018, però, il TAS (Tribunale Arbitrale dello Sport) di Losanna, su intervento dell'Agenzia mondiale antidoping (WADA), gli infligge una squalifica di 14 mesi. Il 1º giugno 2018 il Tribunale federale svizzero (la Corte suprema, la più alta autorità giuridica elvetica) accetta di "congelare" lo stop imposto dal TAS fino alla fine del campionato del mondo 2018.
Il tè sarebbe stato servito nello Swissôtel di Lima durante il ritiro organizzato dalla Federcalcio peruviana, prima di una partita di qualificazione ai mondiali.
Paolo Guerrero ha affermato che lo Swissôtel di Lima ha ostacolato l'ottenimento delle prove probatorie necessarie per sostenere la sua causa dinanzi al TAS: "L'hotel è stato un fattore importante che mi ha ferito, questo è molto chiaro, quando sono venuto qui in Perù per trovare le prove di come ciò fosse stato causato, lo Swissotel mi ha voltato le spalle, non mi ha mai supportato." "Hanno minacciato il cameriere perché non parlasse. In albergo non ci hanno permesso di parlare con lui". I cittadini peruviani in risposta hanno organizzato marce di protesta e forme di boicottaggio contro Swissôtel, oltre a esprimere critiche e commenti negativi sui social network.
Guerrero partecipa quindi al campionato del mondo di Russia, al quale il Perù si è qualificato battendo la Nuova Zelanda allo spareggio nel novembre 2017 (tornando in tale competizione dopo 36 anni di assenza). Gioca tutte e 3 le partite del Perù, che viene eliminato ai gironi a vantaggio di Danimarca e Francia. Nella terza partita del gruppo segna il gol (inutile ai fini della qualificazione) del definitivo 2-0 nella vittoria contro l'Australia, diventando il terzo calciatore sudamericano più anziano a segnare in un campionato del mondo dopo Obdulio Jacinto Varela e Martín Palermo.
Dopo aver scontato la squalifica, torna in nazionale nel giugno 2019. Nello stesso mese partecipa alla Coppa America 2019, guidando il Perù fino alla finale persa per 1-3 contro i padroni di casa del Brasile. Con 3 reti si laurea capocannoniere del torneo a pari merito con il brasiliano Everton.
Il 12 ottobre 2019 raggiunge quota 100 presenze in nazionale nella sconfitta per 1-0 contro l'Uruguay.

## Statistiche

### Presenze e reti nei club
Statistiche aggiornate al 13 agosto 2025
| Stagione                | Squadra                 | Campionato              | Campionato | Campionato | Coppe nazionali | Coppe nazionali | Coppe nazionali | Coppe continentali | Coppe continentali | Coppe continentali | Altre coppe | Altre coppe | Altre coppe | Totale | Totale |
| Stagione                | Squadra                 | Comp                    | Pres       | Reti       | Comp            | Pres            | Reti            | Comp               | Pres               | Reti               | Comp        | Pres        | Reti        | Pres   | Reti   |
| ----------------------- | ----------------------- | ----------------------- | ---------- | ---------- | --------------- | --------------- | --------------- | ------------------ | ------------------ | ------------------ | ----------- | ----------- | ----------- | ------ | ------ |
| 2002-2003               | Bayern Monaco II        | RLSüd                   | 18         | 8          | CG              | -               | -               | -                  | -                  | -                  | -           | -           | -           | 18     | 8      |
| 2003-2004               | Bayern Monaco II        | RLSüd                   | 24         | 21         | CG              | 1               | 0               | -                  | -                  | -                  | -           | -           | -           | 25     | 21     |
| 2004-2005               | Bayern Monaco II        | RLSüd                   | 11         | 7          | CG              | 3               | 4               | -                  | -                  | -                  | -           | -           | -           | 14     | 11     |
| 2004-2005               | Bayern Monaco           | BL                      | 13         | 6          | CG+CdL          | 1+0             | 0+0             | UCL                | 6                  | 1                  |             | -           | -           | 20     | 7      |
| 2005-2006               | Bayern Monaco II        | RLSüd                   | 13         | 9          | CG              | 0               | 0               | -                  | -                  | -                  | -           | -           | -           | 13     | 9      |
| Totale Bayern Monaco II | Totale Bayern Monaco II | Totale Bayern Monaco II | 66         | 45         |                 | 4               | 4               |                    | -                  | -                  |             | -           | -           | 70     | 49     |
| 2005-2006               | Bayern Monaco           | BL                      | 14         | 4          | CG+CdL          | 3+0             | 1+0             | UCL                | 7                  | 1                  |             | -           | -           | 24     | 6      |
| Totale Bayern Monaco    | Totale Bayern Monaco    | Totale Bayern Monaco    | 27         | 10         |                 | 4+0             | 1+0             |                    | 13                 | 2                  |             | -           | -           | 44     | 13     |
| 2006-2007               | Amburgo                 | BL                      | 20         | 5          | CG+CdL          | 0+2             | 0+0             | UCL                | 7                  | 0                  |             | -           | -           | 29     | 5      |
| 2007-2008               | Amburgo                 | BL                      | 29         | 9          | CG              | 3               | 0               | CU                 | 9                  | 5                  | -           | -           | -           | 41     | 14     |
| 2008-2009               | Amburgo                 | BL                      | 31         | 9          | CG              | 5               | 1               | CU                 | 12                 | 4                  | -           | -           | -           | 48     | 14     |
| 2009-2010               | Amburgo                 | BL                      | 6          | 4          | CG              | 1               | 0               | UEL                | 6                  | 3                  | -           | -           | -           | 13     | 7      |
| 2010-2011               | Amburgo                 | BL                      | 25         | 4          | CG              | 2               | 1               | -                  | -                  | -                  | -           | -           | -           | 27     | 5      |
| 2011-2012               | Amburgo                 | BL                      | 23         | 6          | CG              | 2               | 0               | -                  | -                  | -                  | -           | -           | -           | 25     | 6      |
| Totale Amburgo          | Totale Amburgo          | Totale Amburgo          | 134        | 37         |                 | 13+2            | 2+0             |                    | 34                 | 12                 |             | -           | -           | 183    | 51     |
| lug.-dic.2012           | Corinthians             | A1/SP+A                 | 0+15       | 6          | CB              | 0               | 0               | CL                 | 0                  | 0                  | Cmc         | 2           | 2           | 17     | 8      |
| 2013                    | Corinthians             | A1/SP+A                 | 17+17      | 8+5        | CB              | 3               | 0               | CL                 | 7                  | 4                  | RSA         | 2           | 1           | 46     | 18     |
| 2014                    | Corinthians             | A1/SP+A                 | 12+28      | 1+12       | CB              | 5               | 3               | -                  | -                  | -                  | -           | -           | -           | 45     | 16     |
| gen.-giu.2015           | Corinthians             | A1/SP+A                 | 11+2       | 6+0        | CB              | 0               | 0               | CL                 | 5                  | 4                  | -           | -           | -           | 18     | 10     |
| Totale Corinthians      | Totale Corinthians      | Totale Corinthians      | 40+62      | 15+23      |                 | 8               | 3               |                    | 12                 | 8                  |             | 4           | 3           | 126    | 52     |
| giu.-dic.2015           | Flamengo                | A/RJ+A                  | 0+15       | 3          | CB              | 3               | 1               | -                  | -                  | -                  | -           | -           | -           | 18     | 4      |
| 2016                    | Flamengo                | A/RJ+A                  | 13+21      | 5+9        | CB              | 3               | 1               | CS                 | 3                  | 0                  | PL          | 3           | 3           | 43     | 18     |
| 2017                    | Flamengo                | A/RJ+A                  | 11+19      | 10+6       | CB              | 5               | 2               | CL+CS              | 6+2                | 2+0                | PL          | 1           | 0           | 44     | 20     |
| gen.-ago.2018           | Flamengo                | A/RJ+A                  | 0+6        | 1          | CB              | 1               | 0               | CL                 | 0                  | 0                  | -           | -           | -           | 7      | 1      |
| Totale Flamengo         | Totale Flamengo         | Totale Flamengo         | 24+61      | 15+19      |                 | 12              | 4               |                    | 11                 | 2                  |             | 4           | 3           | 112    | 43     |
| ago.-dic.2018           | Internacional           | A1/G+A                  | 0          | 0          | CB              | 0               | 0               | CL                 | 0                  | 0                  | -           | -           | -           | 0      | 0      |
| 2019                    | Internacional           | A1/G+A                  | 3+24       | 1+10       | CB              | 8               | 5               | CL                 | 6                  | 4                  | -           | -           | -           | 41     | 20     |
| 2020                    | Internacional           | A1/G+A                  | 6+3        | 4+3        | CB              | 0               | 0               | CL                 | 6                  | 3                  | -           | -           | -           | 15     | 10     |
| 2021                    | Internacional           | A1/G+A                  | 6+9        | 1+1        | CB              | 0               | 0               | CL                 | 1                  | 0                  | -           | -           | -           | 16     | 2      |
| Totale Internacional    | Totale Internacional    | Totale Internacional    | 15+36      | 6+14       |                 | 8               | 5               |                    | 13                 | 7                  |             | -           | -           | 72     | 32     |
| lug.-nov.2022           | Avaí                    | A1/CC+A                 | 0+10       | 0          | CB              | 0               | 0               |                    | -                  | -                  | -           | -           | -           | 10     | 0      |
| feb.-lug.2023           | Racing Club             | PD                      | 15         | 1          | CA+CLP          | 1+0             | 1+0             | CL                 | 6                  | 1                  |             | -           | -           | 22     | 3      |
| lug.-dic.2023           | LDU de Quito            | PC                      | 13         | 5          |                 | -               | -               | CS                 | 7                  | 3                  |             | -           | -           | 20     | 8      |
| feb.-ago.2024           | César Vallejo           | L1                      | 6          | 3          |                 | -               | -               | CS                 | 3                  | 0                  |             | -           | -           | 9      | 3      |
| set.-dic.2024           | Alianza Lima            | L1                      | 8          | 4          |                 | -               | -               | CL                 | -                  | -                  |             | -           | -           | 8      | 4      |
| 2025                    | Alianza Lima            | L1                      | 13         | 7          | -               | -               | -               | CL+CS              | 10+3               | 3+0                |             | -           | -           | 26     | 10     |
| Totale Alianza Lima     | Totale Alianza Lima     | Totale Alianza Lima     | 21         | 11         |                 | -               | -               |                    | 13                 | 3                  |             | -           | -           | 34     | 14     |
| Totale carriera         | Totale carriera         | Totale carriera         | 530        | 204        |                 | 52              | 20              |                    | 112                | 38                 |             | 8           | 6           | 702    | 268    |

### Cronologia presenze e reti in nazionale
| Cronologia completa delle presenze e delle reti in nazionale ― Perù | Cronologia completa delle presenze e delle reti in nazionale ― Perù | Cronologia completa delle presenze e delle reti in nazionale ― Perù | Cronologia completa delle presenze e delle reti in nazionale ― Perù | Cronologia completa delle presenze e delle reti in nazionale ― Perù | Cronologia completa delle presenze e delle reti in nazionale ― Perù | Cronologia completa delle presenze e delle reti in nazionale ― Perù | Cronologia completa delle presenze e delle reti in nazionale ― Perù |
| Data                                                                | Città                                                               | In casa                                                             | Risultato                                                           | Ospiti                                                              | Competizione                                                        | Reti                                                                | Note                                                                |
| ------------------------------------------------------------------- | ------------------------------------------------------------------- | ------------------------------------------------------------------- | ------------------------------------------------------------------- | ------------------------------------------------------------------- | ------------------------------------------------------------------- | ------------------------------------------------------------------- | ------------------------------------------------------------------- |
| 9-10-2004                                                           | La Paz                                                              | Bolivia                                                             | 1 – 0                                                               | Perù                                                                | Qual. Mondiali 2006                                                 | -                                                                   |                                                                     |
| 13-10-2004                                                          | Asunción                                                            | Paraguay                                                            | 1 – 1                                                               | Perù                                                                | Qual. Mondiali 2006                                                 | -                                                                   | 66’                                                                 |
| 17-11-2004                                                          | Lima                                                                | Perù                                                                | 2 – 1                                                               | Cile                                                                | Qual. Mondiali 2006                                                 | 1                                                                   | 71’                                                                 |
| 30-3-2005                                                           | Lima                                                                | Perù                                                                | 2 – 2                                                               | Ecuador                                                             | Qual. Mondiali 2006                                                 | 1                                                                   |                                                                     |
| 4-6-2005                                                            | Barranquilla                                                        | Colombia                                                            | 5 – 0                                                               | Perù                                                                | Qual. Mondiali 2006                                                 | -                                                                   | 45’                                                                 |
| 7-6-2005                                                            | Lima                                                                | Perù                                                                | 0 – 0                                                               | Uruguay                                                             | Qual. Mondiali 2006                                                 | -                                                                   |                                                                     |
| 17-8-2005                                                           | Tacna                                                               | Perù                                                                | 3 – 1                                                               | Cile                                                                | Amichevole                                                          | 1                                                                   | 84’                                                                 |
| 3-9-2005                                                            | Maracaibo                                                           | Venezuela                                                           | 4 – 1                                                               | Perù                                                                | Amichevole                                                          | -                                                                   | 58’                                                                 |
| 9-10-2005                                                           | Buenos Aires                                                        | Argentina                                                           | 2 – 0                                                               | Perù                                                                | Qual. Mondiali 2006                                                 | -                                                                   | 26’                                                                 |
| 6-9-2006                                                            | East Rutherford                                                     | Ecuador                                                             | 1 – 1                                                               | Perù                                                                | Amichevole                                                          | 1                                                                   | 77’                                                                 |
| 7-10-2006                                                           | Viña del Mar                                                        | Cile                                                                | 3 – 2                                                               | Perù                                                                | Amichevole                                                          | 1                                                                   |                                                                     |
| 11-10-2006                                                          | Tacna                                                               | Perù                                                                | 0 – 1                                                               | Cile                                                                | Amichevole                                                          | -                                                                   | 34’                                                                 |
| 3-6-2007                                                            | Madrid                                                              | Ecuador                                                             | 1 – 2                                                               | Perù                                                                | Amichevole                                                          | -                                                                   |                                                                     |
| 6-6-2007                                                            | Barcellona                                                          | Ecuador                                                             | 2 – 0                                                               | Perù                                                                | Amichevole                                                          | -                                                                   |                                                                     |
| 26-6-2007                                                           | Mérida                                                              | Uruguay                                                             | 0 – 3                                                               | Perù                                                                | Coppa America 2007 - 1º turno                                       | 1                                                                   | 55’                                                                 |
| 30-6-2007                                                           | San Cristóbal                                                       | Venezuela                                                           | 2 – 0                                                               | Perù                                                                | Coppa America 2007 - 1º turno                                       | -                                                                   |                                                                     |
| 3-7-2007                                                            | Mérida                                                              | Perù                                                                | 2 – 2                                                               | Bolivia                                                             | Coppa America 2007 - 1º turno                                       | -                                                                   |                                                                     |
| 8-7-2007                                                            | Barquisimeto                                                        | Argentina                                                           | 4 – 0                                                               | Perù                                                                | Coppa America 2007 - Quarti di finale                               | -                                                                   | 55’                                                                 |
| 8-9-2007                                                            | Lima                                                                | Perù                                                                | 2 – 2                                                               | Colombia                                                            | Amichevole                                                          | 2                                                                   | 72’                                                                 |
| 12-9-2007                                                           | Lima                                                                | Perù                                                                | 2 – 0                                                               | Bolivia                                                             | Amichevole                                                          | 1                                                                   | 67’                                                                 |
| 18-11-2007                                                          | Lima                                                                | Perù                                                                | 1 – 1                                                               | Brasile                                                             | Qual. Mondiali 2010                                                 | -                                                                   | 46’                                                                 |
| 31-5-2008                                                           | Huelva                                                              | Spagna                                                              | 2 – 1                                                               | Perù                                                                | Amichevole                                                          | -                                                                   |                                                                     |
| 8-6-2008                                                            | Chicago                                                             | Messico                                                             | 4 – 0                                                               | Perù                                                                | Amichevole                                                          | -                                                                   |                                                                     |
| 14-6-2008                                                           | Lima                                                                | Perù                                                                | 1 – 1                                                               | Colombia                                                            | Qual. Mondiali 2010                                                 | -                                                                   |                                                                     |
| 17-6-2008                                                           | Montevideo                                                          | Uruguay                                                             | 6 – 0                                                               | Perù                                                                | Qual. Mondiali 2010                                                 | -                                                                   | 9’, 37’                                                             |
| 7-6-2009                                                            | Lima                                                                | Perù                                                                | 1 – 2                                                               | Ecuador                                                             | Qual. Mondiali 2010                                                 | -                                                                   |                                                                     |
| 10-6-2009                                                           | Medellín                                                            | Colombia                                                            | 1 – 0                                                               | Perù                                                                | Qual. Mondiali 2010                                                 | -                                                                   | 5’ 87’                                                              |
| 9-9-2009                                                            | Puerto La Cruz                                                      | Venezuela                                                           | 3 – 1                                                               | Perù                                                                | Qual. Mondiali 2010                                                 | -                                                                   | 15’                                                                 |
| 29-3-2011                                                           | L'Aia                                                               | Ecuador                                                             | 0 – 0                                                               | Perù                                                                | Amichevole                                                          | -                                                                   | 75’                                                                 |
| 4-7-2011                                                            | San Juan                                                            | Uruguay                                                             | 1 – 1                                                               | Perù                                                                | Coppa America 2011 - 1º turno                                       | 1                                                                   | 25’                                                                 |
| 8-7-2011                                                            | Mendoza                                                             | Perù                                                                | 1 – 0                                                               | Messico                                                             | Coppa America 2011 - 1º turno                                       | 1                                                                   |                                                                     |
| 16-7-2011                                                           | Córdoba                                                             | Colombia                                                            | 0 – 2 dts                                                           | Perù                                                                | Coppa America 2011 - Quarti di finale                               | -                                                                   |                                                                     |
| 19-7-2011                                                           | La Plata                                                            | Perù                                                                | 0 – 2                                                               | Uruguay                                                             | Coppa America 2011 - Semifinale                                     | -                                                                   |                                                                     |
| 23-7-2011                                                           | La Plata                                                            | Perù                                                                | 4 – 1                                                               | Venezuela                                                           | Coppa America 2011 - Finale 3º Posto                                | 3                                                                   |                                                                     |
| 7-10-2011                                                           | Lima                                                                | Perù                                                                | 2 – 0                                                               | Paraguay                                                            | Qual. Mondiali 2014                                                 | 2                                                                   | 90+1’                                                               |
| 11-10-2011                                                          | Santiago del Cile                                                   | Cile                                                                | 4 – 2                                                               | Perù                                                                | Qual. Mondiali 2014                                                 | -                                                                   |                                                                     |
| 15-11-2011                                                          | Quito                                                               | Ecuador                                                             | 2 – 0                                                               | Perù                                                                | Qual. Mondiali 2014                                                 | -                                                                   |                                                                     |
| 29-2-2012                                                           | Tunisi                                                              | Tunisia                                                             | 1 – 1                                                               | Perù                                                                | Amichevole                                                          | -                                                                   | 77’                                                                 |
| 23-5-2012                                                           | Lima                                                                | Perù                                                                | 1 – 0                                                               | Nigeria                                                             | Amichevole                                                          | 1                                                                   | 58’                                                                 |
| 3-6-2012                                                            | Lima                                                                | Perù                                                                | 0 – 1                                                               | Colombia                                                            | Qual. Mondiali 2014                                                 | -                                                                   |                                                                     |
| 10-6-2012                                                           | Montevideo                                                          | Uruguay                                                             | 4 – 2                                                               | Perù                                                                | Qual. Mondiali 2014                                                 | 1                                                                   | 53’                                                                 |
| 15-8-2012                                                           | San José                                                            | Costa Rica                                                          | 0 – 1                                                               | Perù                                                                | Amichevole                                                          | -                                                                   | 83’                                                                 |
| 7-9-2012                                                            | Lima                                                                | Perù                                                                | 2 – 1                                                               | Venezuela                                                           | Qual. Mondiali 2014                                                 | -                                                                   | 49’                                                                 |
| 11-9-2012                                                           | Lima                                                                | Perù                                                                | 1 – 1                                                               | Argentina                                                           | Qual. Mondiali 2014                                                 | -                                                                   | 86’                                                                 |
| 16-10-2012                                                          | Asunción                                                            | Paraguay                                                            | 1 – 0                                                               | Perù                                                                | Qual. Mondiali 2014                                                 | -                                                                   | 60’ 67’                                                             |
| 6-2-2013                                                            | Couva                                                               | Trinidad e Tobago                                                   | 0 – 2                                                               | Perù                                                                | Amichevole                                                          | -                                                                   | 46’                                                                 |
| 7-6-2013                                                            | Lima                                                                | Perù                                                                | 1 – 0                                                               | Ecuador                                                             | Qual. Mondiali 2014                                                 | -                                                                   | 46’                                                                 |
| 11-6-2013                                                           | Barranquilla                                                        | Colombia                                                            | 2 – 0                                                               | Perù                                                                | Qual. Mondiali 2014                                                 | -                                                                   |                                                                     |
| 14-8-2013                                                           | Suwon                                                               | Corea del Sud                                                       | 0 – 0                                                               | Perù                                                                | Amichevole                                                          | -                                                                   | 68’                                                                 |
| 6-9-2013                                                            | Lima                                                                | Perù                                                                | 1 – 2                                                               | Uruguay                                                             | Qual. Mondiali 2014                                                 | -                                                                   |                                                                     |
| 10-9-2013                                                           | Puerto La Cruz                                                      | Venezuela                                                           | 3 – 2                                                               | Perù                                                                | Qual. Mondiali 2014                                                 | -                                                                   | 61’                                                                 |
| 4-9-2014                                                            | Dubai                                                               | Iraq                                                                | 0 – 2                                                               | Perù                                                                | Amichevole                                                          | -                                                                   | 54’ 66’                                                             |
| 9-9-2014                                                            | Doha                                                                | Qatar                                                               | 0 – 2                                                               | Perù                                                                | Amichevole                                                          | 1                                                                   |                                                                     |
| 10-10-2014                                                          | Valparaíso                                                          | Cile                                                                | 3 – 0                                                               | Perù                                                                | Amichevole                                                          | -                                                                   |                                                                     |
| 14-11-2014                                                          | Luque                                                               | Paraguay                                                            | 2 – 1                                                               | Perù                                                                | Amichevole                                                          | 1                                                                   | 88’                                                                 |
| 18-11-2014                                                          | Lima                                                                | Perù                                                                | 2 – 1                                                               | Paraguay                                                            | Amichevole                                                          | -                                                                   | 31’, 67’                                                            |
| 3-6-2015                                                            | Lima                                                                | Perù                                                                | 1 – 1                                                               | Messico                                                             | Amichevole                                                          | -                                                                   |                                                                     |
| 14-6-2015                                                           | Temuco                                                              | Perù                                                                | 1 – 2                                                               | Brasile                                                             | Coppa America 2015 - 1º turno                                       | -                                                                   | 30’                                                                 |
| 18-6-2015                                                           | Valparaíso                                                          | Perù                                                                | 1 – 0                                                               | Venezuela                                                           | Coppa America 2015 - 1º turno                                       | -                                                                   |                                                                     |
| 21-6-2015                                                           | Temuco                                                              | Colombia                                                            | 0 – 0                                                               | Perù                                                                | Coppa America 2015 - 1º turno                                       | -                                                                   |                                                                     |
| 25-6-2015                                                           | Temuco                                                              | Bolivia                                                             | 1 – 3                                                               | Perù                                                                | Coppa America 2015 - Quarti di finale                               | 3                                                                   |                                                                     |
| 29-6-2015                                                           | Santiago del Cile                                                   | Cile                                                                | 2 – 1                                                               | Perù                                                                | Coppa America 2015 - Semifinale                                     | -                                                                   |                                                                     |
| 3-7-2015                                                            | Concepción                                                          | Perù                                                                | 2 – 0                                                               | Paraguay                                                            | Coppa America 2015 - Finale 3º Posto                                | 1                                                                   |                                                                     |
| 8-10-2015                                                           | Barranquilla                                                        | Colombia                                                            | 2 – 0                                                               | Perù                                                                | Qual. Mondiali 2018                                                 | -                                                                   |                                                                     |
| 13-10-2015                                                          | Lima                                                                | Perù                                                                | 3 – 4                                                               | Cile                                                                | Qual. Mondiali 2018                                                 | 1                                                                   |                                                                     |
| 13-11-2015                                                          | Lima                                                                | Perù                                                                | 1 – 0                                                               | Paraguay                                                            | Qual. Mondiali 2018                                                 | -                                                                   |                                                                     |
| 17-11-2015                                                          | Salvador                                                            | Brasile                                                             | 3 – 0                                                               | Perù                                                                | Qual. Mondiali 2018                                                 | -                                                                   |                                                                     |
| 24-3-2016                                                           | Lima                                                                | Perù                                                                | 2 – 2                                                               | Venezuela                                                           | Qual. Mondiali 2018                                                 | 1                                                                   |                                                                     |
| 29-3-2016                                                           | Montevideo                                                          | Uruguay                                                             | 1 – 0                                                               | Perù                                                                | Qual. Mondiali 2018                                                 | -                                                                   |                                                                     |
| 5-6-2016                                                            | Washington                                                          | Haiti                                                               | 0 – 1                                                               | Perù                                                                | Coppa America 2016 - 1º turno                                       | 1                                                                   | Cap.                                                                |
| 9-6-2016                                                            | Phoenix                                                             | Ecuador                                                             | 2 – 2                                                               | Perù                                                                | Coppa America 2016 - 1º turno                                       | -                                                                   | Cap.                                                                |
| 13-6-2016                                                           | Foxborough                                                          | Perù                                                                | 1 – 0                                                               | Brasile                                                             | Coppa America 2016 - 1º turno                                       | -                                                                   | Cap.                                                                |
| 18-6-2016                                                           | East Rutherford                                                     | Perù                                                                | 0 – 0 (2 – 4 dtr)                                                   | Colombia                                                            | Coppa America 2016 - Quarti di finale                               | -                                                                   | Cap.                                                                |
| 1-9-2016                                                            | La Paz                                                              | Bolivia                                                             | 0 – 3 tav                                                           | Perù                                                                | Qual. Mondiali 2018                                                 | -                                                                   | 46’                                                                 |
| 7-9-2016                                                            | Lima                                                                | Perù                                                                | 2 – 1                                                               | Ecuador                                                             | Qual. Mondiali 2018                                                 | -                                                                   | Cap. 89’                                                            |
| 7-10-2016                                                           | Lima                                                                | Perù                                                                | 2 – 2                                                               | Argentina                                                           | Qual. Mondiali 2018                                                 | 1                                                                   |                                                                     |
| 12-10-2016                                                          | Santiago del Cile                                                   | Cile                                                                | 2 – 1                                                               | Perù                                                                | Qual. Mondiali 2018                                                 | -                                                                   |                                                                     |
| 11-11-2016                                                          | Asunción                                                            | Paraguay                                                            | 1 – 4                                                               | Perù                                                                | Qual. Mondiali 2018                                                 | -                                                                   | Cap. 87’                                                            |
| 16-11-2016                                                          | Lima                                                                | Perù                                                                | 0 – 2                                                               | Brasile                                                             | Qual. Mondiali 2018                                                 | -                                                                   | Cap.                                                                |
| 24-3-2017                                                           | Maturín                                                             | Venezuela                                                           | 2 – 2                                                               | Perù                                                                | Qual. Mondiali 2018                                                 | 1                                                                   | Cap.                                                                |
| 29-3-2017                                                           | Lima                                                                | Perù                                                                | 2 – 1                                                               | Uruguay                                                             | Qual. Mondiali 2018                                                 | 1                                                                   | Cap. 78’                                                            |
| 9-6-2017                                                            | Trujillo                                                            | Perù                                                                | 1 – 0                                                               | Paraguay                                                            | Amichevole                                                          | 1                                                                   | Cap. 79’                                                            |
| 14-6-2017                                                           | Lima                                                                | Perù                                                                | 3 – 1                                                               | Giamaica                                                            | Amichevole                                                          | 1                                                                   | Cap.                                                                |
| 5-9-2017                                                            | Quito                                                               | Ecuador                                                             | 1 – 2                                                               | Perù                                                                | Qual. Mondiali 2018                                                 | -                                                                   | Cap.                                                                |
| 6-10-2017                                                           | Buenos Aires                                                        | Argentina                                                           | 0 – 0                                                               | Perù                                                                | Qual. Mondiali 2018                                                 | -                                                                   | Cap. 60’                                                            |
| 11-10-2017                                                          | Lima                                                                | Perù                                                                | 1 – 1                                                               | Colombia                                                            | Qual. Mondiali 2018                                                 | -                                                                   | Cap.                                                                |
| 3-6-2018                                                            | San Gallo                                                           | Arabia Saudita                                                      | 0 – 3                                                               | Perù                                                                | Amichevole                                                          | 2                                                                   | Cap. 75’                                                            |
| 9-6-2018                                                            | Göteborg                                                            | Svezia                                                              | 0 – 0                                                               | Perù                                                                | Amichevole                                                          | -                                                                   | Cap.                                                                |
| 16-6-2018                                                           | Saransk                                                             | Perù                                                                | 0 – 1                                                               | Danimarca                                                           | Mondiali 2018 - 1º turno                                            | -                                                                   | 63’                                                                 |
| 21-6-2018                                                           | Ekaterinburg                                                        | Francia                                                             | 1 – 0                                                               | Perù                                                                | Mondiali 2018 - 1º turno                                            | -                                                                   | 23’ Cap.                                                            |
| 26-6-2018                                                           | Soči                                                                | Australia                                                           | 0 – 2                                                               | Perù                                                                | Mondiali 2018 - 1º turno                                            | 1                                                                   | Cap.                                                                |
| 6-6-2019                                                            | Lima                                                                | Perù                                                                | 1 – 0                                                               | Costa Rica                                                          | Amichevole                                                          | -                                                                   | 46’                                                                 |
| 9-6-2019                                                            | Lima                                                                | Perù                                                                | 0 – 3                                                               | Colombia                                                            | Amichevole                                                          | -                                                                   | 70’                                                                 |
| 15-6-2019                                                           | Porto Alegre                                                        | Venezuela                                                           | 0 – 0                                                               | Perù                                                                | Coppa America 2019 - 1º turno                                       | -                                                                   | Cap.                                                                |
| 18-6-2019                                                           | Rio de Janeiro                                                      | Bolivia                                                             | 1 – 3                                                               | Perù                                                                | Coppa America 2019 - 1º turno                                       | 1                                                                   | Cap. 42’ 90+3’                                                      |
| 22-6-2019                                                           | Manaus                                                              | Perù                                                                | 0 – 5                                                               | Brasile                                                             | Coppa America 2019 - 1º turno                                       | -                                                                   | Cap. 55’                                                            |
| 29-6-2019                                                           | Salvador de Bahia                                                   | Uruguay                                                             | 0 – 0 (4 – 5 dtr)                                                   | Perù                                                                | Coppa America 2019 - Quarti di finale                               | -                                                                   | Cap.                                                                |
| 3-7-2019                                                            | Porto Alegre                                                        | Cile                                                                | 0 – 3                                                               | Perù                                                                | Coppa America 2019 - Semifinale                                     | 1                                                                   | Cap.                                                                |
| 7-7-2019                                                            | Rio de Janeiro                                                      | Brasile                                                             | 3 – 1                                                               | Perù                                                                | Coppa America 2019 - Finale                                         | 1                                                                   | Cap.                                                                |
| 12-10-2019                                                          | Montevideo                                                          | Uruguay                                                             | 1 – 0                                                               | Perù                                                                | Amichevole                                                          | -                                                                   | cap.                                                                |
| 15-10-2019                                                          | Lima                                                                | Perù                                                                | 1 – 1                                                               | Uruguay                                                             | Amichevole                                                          | -                                                                   | cap.                                                                |
| 16-11-2019                                                          | Miami Gardens                                                       | Colombia                                                            | 1 – 0                                                               | Perù                                                                | Amichevole                                                          | -                                                                   | cap.                                                                |
| 3-6-2021                                                            | Lima                                                                | Perù                                                                | 0 – 3                                                               | Colombia                                                            | Qual. Mondiali 2022                                                 | -                                                                   | cap., 57’                                                           |
| 8-6-2021                                                            | Quito                                                               | Ecuador                                                             | 1 – 2                                                               | Perù                                                                | Qual. Mondiali 2022                                                 | -                                                                   | 90+1’                                                               |
| 2-9-2021                                                            | Lima                                                                | Perù                                                                | 1 – 1                                                               | Uruguay                                                             | Qual. Mondiali 2022                                                 | -                                                                   | cap.                                                                |
| 5-9-2021                                                            | Lima                                                                | Perù                                                                | 1 – 0                                                               | Venezuela                                                           | Qual. Mondiali 2022                                                 | -                                                                   | 74’ 84’                                                             |
| 8-10-2021                                                           | Lima                                                                | Perù                                                                | 2 – 0                                                               | Cile                                                                | Qual. Mondiali 2022                                                 | -                                                                   | cap. 61’                                                            |
| 15-6-2023                                                           | Busan                                                               | Corea del Sud                                                       | 0 – 1                                                               | Perù                                                                | Amichevole                                                          | -                                                                   | cap. 70’                                                            |
| 20-6-2023                                                           | Suita                                                               | Giappone                                                            | 4 – 1                                                               | Perù                                                                | Amichevole                                                          | -                                                                   | cap. 46’                                                            |
| 7-9-2023                                                            | Ciudad del Este                                                     | Paraguay                                                            | 0 – 0                                                               | Perù                                                                | Qual. Mondiali 2026                                                 | -                                                                   | cap.                                                                |
| 12-9-2023                                                           | Lima                                                                | Perù                                                                | 0 – 1                                                               | Brasile                                                             | Qual. Mondiali 2026                                                 | -                                                                   | cap.                                                                |
| 12-10-2023                                                          | Santiago del Cile                                                   | Cile                                                                | 2 – 0                                                               | Perù                                                                | Qual. Mondiali 2026                                                 | -                                                                   | cap. 32’                                                            |
| 17-10-2023                                                          | Lima                                                                | Perù                                                                | 0 – 2                                                               | Argentina                                                           | Qual. Mondiali 2026                                                 | -                                                                   | Cap. 46’                                                            |
| 16-11-2023                                                          | La Paz                                                              | Bolivia                                                             | 2 – 0                                                               | Perù                                                                | Qual. Mondiali 2026                                                 | -                                                                   | 56’                                                                 |
| 21-11-2023                                                          | Lima                                                                | Perù                                                                | 1 – 1                                                               | Venezuela                                                           | Qual. Mondiali 2026                                                 | -                                                                   | 84’                                                                 |
| 22-3-2024                                                           | Lima                                                                | Perù                                                                | 2 – 0                                                               | Nicaragua                                                           | Amichevole                                                          | -                                                                   | Cap. 66’                                                            |
| 26-3-2024                                                           | Lima                                                                | Perù                                                                | 4 – 1                                                               | Rep. Dominicana                                                     | Amichevole                                                          | 1                                                                   | 71’                                                                 |
| 7-6-2024                                                            | Lima                                                                | Perù                                                                | 0 – 0                                                               | Paraguay                                                            | Amichevole                                                          | -                                                                   | 64’                                                                 |
| 14-6-2024                                                           | Filadelfia                                                          | El Salvador                                                         | 0 – 1                                                               | Perù                                                                | Amichevole                                                          | -                                                                   | 61’                                                                 |
| 21-6-2024                                                           | Arlington                                                           | Perù                                                                | 0 – 0                                                               | Cile                                                                | Coppa America 2024 - 1º turno                                       | -                                                                   | 71’                                                                 |
| 25-6-2024                                                           | Kansas City                                                         | Perù                                                                | 0 – 1                                                               | Canada                                                              | Coppa America 2024 - 1º turno                                       | -                                                                   | 70’                                                                 |
| 29-6-2024                                                           | Miami Gardens                                                       | Argentina                                                           | 2 – 0                                                               | Perù                                                                | Coppa America 2024 - 1º turno                                       | -                                                                   | Cap. 28’ 56’                                                        |
| 15-11-2024                                                          | Lima                                                                | Perù                                                                | 0 – 0                                                               | Cile                                                                | Qual. Mondiali 2026                                                 | -                                                                   | cap. 63’                                                            |
| 19-11-2024                                                          | Buenos Aires                                                        | Argentina                                                           | 1 – 0                                                               | Perù                                                                | Qual. Mondiali 2026                                                 | -                                                                   | cap. 64’                                                            |
| 20-3-2025                                                           | Lima                                                                | Perù                                                                | 3 – 1                                                               | Bolivia                                                             | Qual. Mondiali 2026                                                 | 1                                                                   | cap. 80’                                                            |
| 25-3-2025                                                           | Maturín                                                             | Venezuela                                                           | 1 – 0                                                               | Perù                                                                | Qual. Mondiali 2026                                                 | -                                                                   | cap.                                                                |
| 6-6-2025                                                            | Barranquilla                                                        | Colombia                                                            | 0 – 0                                                               | Perù                                                                | Qual. Mondiali 2026                                                 | -                                                                   | cap. 46’                                                            |
| 10-6-2025                                                           | Lima                                                                | Perù                                                                | 0 – 0                                                               | Ecuador                                                             | Qual. Mondiali 2026                                                 | -                                                                   | Cap.                                                                |
| Totale                                                              |                                                                     | Presenze (1º posto)                                                 | 128                                                                 |                                                                     | Reti (1º posto)                                                     | 40                                                                  |                                                                     |

| Cronologia completa delle presenze e delle reti in nazionale (partite non ufficiali) ― Perù | Cronologia completa delle presenze e delle reti in nazionale (partite non ufficiali) ― Perù | Cronologia completa delle presenze e delle reti in nazionale (partite non ufficiali) ― Perù | Cronologia completa delle presenze e delle reti in nazionale (partite non ufficiali) ― Perù | Cronologia completa delle presenze e delle reti in nazionale (partite non ufficiali) ― Perù | Cronologia completa delle presenze e delle reti in nazionale (partite non ufficiali) ― Perù | Cronologia completa delle presenze e delle reti in nazionale (partite non ufficiali) ― Perù | Cronologia completa delle presenze e delle reti in nazionale (partite non ufficiali) ― Perù |
| Data                                                                                        | Città                                                                                       | In casa                                                                                     | Risultato                                                                                   | Ospiti                                                                                      | Competizione                                                                                | Reti                                                                                        | Note                                                                                        |
| ------------------------------------------------------------------------------------------- | ------------------------------------------------------------------------------------------- | ------------------------------------------------------------------------------------------- | ------------------------------------------------------------------------------------------- | ------------------------------------------------------------------------------------------- | ------------------------------------------------------------------------------------------- | ------------------------------------------------------------------------------------------- | ------------------------------------------------------------------------------------------- |
| 28-6-2011                                                                                   | Lima                                                                                        | Perù                                                                                        | 1 – 0                                                                                       | Senegal                                                                                     | Amichevole                                                                                  | 1                                                                                           |                                                                                             |
| Totale                                                                                      |                                                                                             | Presenze                                                                                    | 1                                                                                           |                                                                                             | Reti                                                                                        | 1                                                                                           |                                                                                             |

## Palmarès

### Club

#### Competizioni statali
- Campionato paulista: 1

Corinthians: 2013
- Campionato Carioca: 1

Flamengo: 2017

#### Competizioni nazionali
- Coppa di Lega tedesca: 1

Bayern Monaco: 2004
- Campionato tedesco: 2

Bayern Monaco: 2004-2005, 2005-2006
- Coppa di Germania: 2

Bayern Monaco: 2004-2005, 2005-2006
- Campionato ecuadoriano: 1

LDU Quito: 2023

#### Competizioni internazionali
- Coppa Intertoto UEFA: 1

Amburgo: 2007
- Coppa del mondo per club: 1

Corinthians: 2012
- Recopa Sudamericana: 1

Corinthians: 2013
- Coppa Sudamericana: 1

LDU Quito: 2023

### Nazionale
- Giochi Bolivariani: 1

2001

### Individuale
- Capocannoniere della Copa América: 3 (record condiviso con Pedro Petrone)

Argentina 2011 (5 gol), Cile 2015 (4 gol, a pari merito con Eduardo Vargas), Brasile 2019 (3 gol, a pari merito con Everton)
- Equipo Ideal de América: 1

2012
- Bola de Prata: 1

2014
- Squadra maschile CONMEBOL del decennio 2011-2020 IFFHS: 1

2020